# GroupDAV
 (mai 2023).
Si vous disposez d'ouvrages ou d'articles de référence ou si vous connaissez des sites web de qualité traitant du thème abordé ici, merci de compléter l'article en donnant les références utiles à sa vérifiabilité et en les liant à la section « Notes et références ».
 (mai 2023).
GroupDAV est un protocole pour connecter un client "Open Source groupware" avec des serveurs "Open Source groupware". Il est basé sur WebDav.
Logiciel utilisant le protocole GroupDav : Outlook, Zimbra OpenGroupware.org, SOGo, eGroupWare, Kontact, Thunderbird+Lightning